# Szalapa
Szalapa là một thị trấn thuộc hạt Zala, Hungary. Thị trấn này có diện tích 4,52 km², dân số năm 2010 là 202 người, mật độ 45 người/km².